# Josiane Mathon-Poinat
Pour les articles homonymes, voir Mathon.
Josiane Mathon-Poinat, née le 23 août 1954 à La Ricamarie (Loire), est une femme politique française. Membre du Parti communiste français, elle est sénatrice de la Loire de 2001 à 2011.

## Biographie
Secrétaire de profession, Josiane Mathon-Poinat est conseillère municipale de La Ricamarie de 1995 à 2008. Elle devient première adjointe au maire en 2001, chargée de la démocratie participative. 
Elle est élue sénatrice de la Loire en 2001. Inscrite au Groupe communiste, républicain, citoyen et des sénateurs du Parti de gauche (CRC-SPG), elle est membre de la commission des lois constitutionnelles, de législation, du suffrage universel, du règlement et d'administration générale du Sénat. Elle est aussi membre de la Délégation aux droits des femmes et à l'égalité des chances entre les hommes et les femmes et membre du Conseil d'orientation de la simplification administrative.
Elle ne se représente pas aux élections sénatoriales de 2011 et termine donc son mandat le 30 septembre 2011.